# بهيج (أسيوط)
قرية بهيج هي إحدى القرى التابعة لمركز أسيوط في محافظة أسيوط في جمهورية مصر العربية. حسب إحصاءات سنة 2006، بلغ إجمالي السكان في بهيج 15094 نسمة، منهم 7424 رجل و7670 امرأة.